# Lucasfilm
Lucasfilm Ltd. är ett filmbolag grundat av George Lucas. Det är baserat i Marin County i Kalifornien. Lucasfilm startades 1971, samtidigt som Lucas släppte sin första film, science fiction-filmen THX 1138. Genombrottet för Lucasfilm kom år 1973 i och med filmen med titeln Sista natten med gänget. Denna film gjorde Lucas till miljonär (gav honom $7 000 000) och gav företaget en vinst på $100 000 000 från hela världen. När sedan Stjärnornas krig kom ut och blev en världssuccé av sällan skådat slag kom Lucasfilm att växa ännu mera i prestige och är idag ett av de ledande filmbolagen i världen. Trots att George Lucas själv säger sig avsky tanken på mäktiga filmbolagschefer som kan förstöra konstnärliga visioner för filmskapare, så har han blivit en av de mäktigaste inom filmbranschen själv just genom Lucasfilm.
George Lucas sålde företaget till Walt Disney Company för drygt 4 miljarder dollar 2012. Efter Lucas avgång blev hans utsedda efterträdare Kathleen Kennedy bolagets direktör.

## Andra avdelningar inom företaget
Förutom film- och TV-produktion finns även olika avdelningar för till exempel visuella effekter, ljud, dator- och TV-spel, licensiering med mera.
- Lucasfilm Ltd. (produktion)
- Industrial Light and Magic (ILM) (visuella effekter)
- Skywalker Sound (ljud)
- LucasArts (dator- och konsolspel)
- Lucas Licensing (licensiering)
- Lucas Online (webben)
- Lucasfilm Animation (digital animation)

## Filmproduktioner
- 1971 – THX 1138 – George Lucas
- 1973 – Sista natten med gänget – George Lucas
- 1977 – Stjärnornas krig – George Lucas
- 1979 – Festen är över – Bill L. Norton
- 1980 – Rymdimperiet slår tillbaka – Irvin Kershner
- 1981 – Jakten på den försvunna skatten – Steven Spielberg
- 1983 – Jedins återkomst – Richard Marquand
- 1983 – Drömmarnas land – John Korty & Charles Swenson
- 1984 – Indiana Jones och de fördömdas tempel – Steven Spielberg
- 1985 – Det dubbla sveket – Haskell Wexler
- 1985 – Mishima - ett liv i fyra kapitel – Paul Schrader
- 1986 – Labyrint – Jim Henson
- 1986 – Ingen plockar Howard – Willard Huyck
- 1988 – Willow – Ron Howard
- 1988 – Tucker – en man och hans dröm – Francis Ford Coppola
- 1988 – Landet för längesedan – Don Bluth
- 1989 – Indiana Jones och det sista korståget – Steven Spielberg
- 1989 – Radioland Murders – Mel Smith
- 1999 – Star Wars: Episod I – Det mörka hotet – George Lucas
- 2002 – Star Wars: Episod II – Klonerna anfaller – George Lucas
- 2005 – Star Wars: Episod III – Mörkrets hämnd – George Lucas
- 2008 – Indiana Jones och Kristalldödskallens rike – Steven Spielberg
- 2008 – Star Wars: The Clone Wars – Dave Filoni
- 2012 – Red Tails – Anthony Hemingway
- 2015 – Strange Magic – Gary Rydstrom
- 2015 – Star Wars: The Force Awakens – J.J. Abrams
- 2016 – Rogue One: A Star Wars Story – Gareth Edwards
- 2017 – Star Wars: The Last Jedi – Rian Johnson
- 2018 – Solo: A Star Wars Story – Ron Howard
- 2019 – Star Wars: The Rise of Skywalker – J.J. Abrams
- 2023 – Indiana Jones and the Dial of Destiny – James Mangold

## TV-produktioner (i urval)
- 1984 – Hjältarnas karavan: Ewokernas återkomst (TV-film)
- 1985 – Ewoks: Flykten från Endor (TV-film)
- 1992–1996 – Indiana Jones äventyr (TV-serie)
- 2019–2023 – The Mandalorian (TV-serie)
- 2021–2022 – The Book of Boba Fett (TV-serie)
- 2022 – Obi-Wan Kenobi (TV-serie)
- 2022 – Andor (TV-serie)
- 2022 – Willow (TV-serie)
- 2023 – Ahsoka (TV-serie)
- 2023 – Skeleton Crew (TV-serie)
- 2023 – The Acolyte (TV-serie)